# فارين، كيبك (فرنسا)
فارين، كيبك هي بلدية في فرنسا، تقع في موز، هي عاصمة canton of Varennes-en-Argonne ‏، بلغ عدد سكانها 659 نسمة وذلك حسب إحصائيات سنة 2013، تبلغ مساحتها 11.81 كيلومتر مربع، رمزها البريدي هو 55270.

## الموقع
تشترك في الحدود مع:
- Vienne-le-Château [الإنجليزية]‏
- Cheppy [الإنجليزية]‏
- Charpentry [الإنجليزية]‏
- Boureuilles [الإنجليزية]‏
- Montblainville [الإنجليزية]‏.